# Estadio municipal El Sotón
El estadio municipal El Sotón se encuentra ubicado en la localidad de Pola de Lena, en Asturias. Es el escenario el que los distintos equipos de la Sociedad Deportiva Lenense disputan sus partidos como locales. Cuenta con dos graderíos y una capacidad aproximada para 3000 espectadores.
Fue inaugurado en el año 1984. Tiene unas medidas de 101x63 metros y terreno de juego de césped natural que tras, la reforma llevada a cabo entre los meses de junio y julio de 2014, pasó a ser sintético de última generación, homologado por la UEFA.  La máxima entrada registrada en el campo fue de 2500 personas en el año 2004, que acudieron a ver un encuentro ante el Real Oviedo correspondiente al campeonato de Tercera División.
Se denominó «Estadio Apptelo Sotón» por razones publicitarias, durante un periodo de varias temporadas hasta el final de la 2018/19, en que se retiró el patrocinio, denominándose desde 2021 «Altos de Montecerrao - El Sotón».